# Neville Bertie-Clay
Neville Bertie-Clay (22 de julho de 1864 Chhindwara, Índia britânica — 17 de outubro de 1938 Taiti, Arquipélago da Sociedade, Polinésia Francesa), foi um oficial do exército britânico que chegou ao posto de Tenente-coronel. Ele serviu na Royal Artillery e na Royal Garrison Artillery, mas passou grande parte de sua carreira destacado para o "Indian Ordnance Department" do Exército da Índia Britânica. Bertie-Clay inventou a bala de ponta macia que ficou conhecida como "bala dum dum" em 1896 quando a bala Mark II Lee-Metford então em uso gerava apenas um pequeno ferimento com poder de parada insuficiente para deter um ataque feito com determinação por um inimigo enfurecido. A "bala dum dum", mais tarde seria proibida para uso na guerra pela Convenção de Haia de 1899, mas continua em uso para armas de fogo das polícias e para caça.